# Siphocampylus sceptrum
Siphocampylus sceptrum är en klockväxtart som beskrevs av Joseph Decaisne och Jean Jules Linden. Siphocampylus sceptrum ingår i släktet Siphocampylus och familjen klockväxter. Inga underarter finns listade i Catalogue of Life.